# Chiesa di Sant'Antonio (Viareggio)
La chiesa di Sant'Antonio, chiamata dai viareggini anche Chiesa di San Francesco, è un luogo di culto cattolico di Viareggio, in provincia di Lucca, situato in Corso Garibaldi 157. È sede dell'omonima parrocchia, retta dai Frati minori.

## Storia
La chiesa primitiva sorse nel nucleo storico di Viareggio tra il 1624 e il 1638, poco dopo l'edificazione del primo edificio di culto della città (l'odierna chiesa della Santissima Annunziata, già San Pietro), edificata nel 1560. La chiesa di Sant'Antonio fu eretta a parrocchia nel 1650 e fu dotata di fonte battesimale nel 1661. Distrutta da un bombardamento nel 1944, fu ricostruita nelle attuali forme entro il 1950, quando venne riaperta al culto.

## Descrizione
L'esterno della chiesa di Sant'Antonio è caratterizzato dalla facciata a salienti che, a differenza del resto della struttura, presenta un paramento murario in mattoni rossi. In ciascuna delle due sezioni laterali si aprono due finestre rettangolari strombate; nella parte centrale, in basso, vi è un portico a tre campate, chiuso da una cancellata. L'ingresso centrale è sormontato da una loggia decorata con maioliche dipinte dell'artista Beppe Domenici raffiguranti Sant'Antonio da Padova. Nel portico si aprono i tre portali che danno accesso all'interno della chiesa.
All'interno, la chiesa di Sant'Antonio presenta una struttura a navata unica con cappelle laterali e abside. La navata è coperta con capriate e in controfacciata vi è una cantoria che si apre con cinque arcate a tutto sesto. Le cappelle ospitano varie statue e le stazioni della Via Crucis. All’interno delle cappelle sono inoltre conservate cinque campane della fonderia Lera di Borgo Giannotti (LU); esse sono state fuse nel 1949 in vista di un nuovo campanile che però non venne mai costruito. La navata termina con l'abside a pianta quadrata, ove si trova, rialzato, il presbiterio, con moderni arredi in marmo di Carrara e Crocifisso scolpito.
Alle spalle dell'altare maggiore, si trova l'organo a canne Mascioni opus 599, costruito nel 1944. Lo strumento è a trasmissione elettrica ed è collocato entro tre nicchie che si aprono nella parete fondale dell'abside ciascuna con un arco a tutto sesto; la mostra entro ciascuna nicchia è formata da canne di principale disposte in cuspide unica con ali laterali. La consolle, mobile indipendente, ha tre tastiere di 61 note ciascuna e pedaliera concavo-radiale di 32 note.